# Обліпиха звичайна
Обліпи́ха звича́йна, або щець звича́йний (Hippophae rhamnoides або Hippophaë rhamnoides) — багаторічна рослина родини маслинкових. Кущ або невисоке дерево з колючими гілками і густим лінійно-ланцетним листям. Квітки дрібні, непоказні. Плоди — жовті або помаранчеві кістянки. Поширений у Східній Європі, на Кавказі, у Сибіру та північних районах Середньої Азії. Зростає на піщаних ґрунтах поблизу водойм у нижньому ярусі тополевих і вербових лісів або утворює чисті чагарникові зарості. Є цінною лікарською, харчовою і лісозахисною культурою.

## Етимологія
Латинська родова назва hippophae походить від давньогрецьких слів ίππος — «кінь», phaos — «блискучий». Вона пояснюється тим, що у Стародавній Греції коням згодовували листя цієї рослини, від якого їхня шерсть ставала коротшою і набувала ошатного блиску. Латинська родова назва rhamnoides перекладається як «крушиноподібна». В українській науковій літературі XX століття назва обліпи́ха крушинови́дна була дуже поширена, хоча у сучасному Словнику українських наукових і народних назв судинних рослин вона як основна не подана. З огляду на значну розповсюдженість цього чагарника для нього запропоновано епітет «звичайна».
Українська родова назва обліпи́ха (а також її народний варіант облепі́ха) обумовлена дуже рясним плодоношенням, притаманним цьому виду, — гілки куща буквально обліплені ягодами з усіх боків. На морфологічні особливості вказують і такі народні назви як:
- верботе́рнь[1] — від слів «верба» і «терен». На вербу обліпиха схожа формою і кольором листя, однаковими місцями зростання, а на терен — колючками;
- дереза́[1] — ймовірний натяк на жовту акацію, у якої також колючі гілки;
- розмариновець саклакова́тий[1] — за схожість з розмарином, чагарником з вузьким сірувато-зеленим листям. Тут і в назві щець саклакови́й[1] корінь «саклак» походить від народної назви жостеру, крушини і їм подібних чагарників;
- ви́шня сибі́рська[1] — імовірно, за схожість з низькою вишнею повстистою, чиї ягоди рясно обліплюють гілки. Епітет «сибірська» обумовлений тим, що в минулому обліпиха була не притаманна українській флорі, а розповсюдилась із Сибіру, який слід вважати батьківщиною цього виду.

Походження народних назв щець, плохо́вни́к, пові́я, капшунець не встановлене.

## Опис

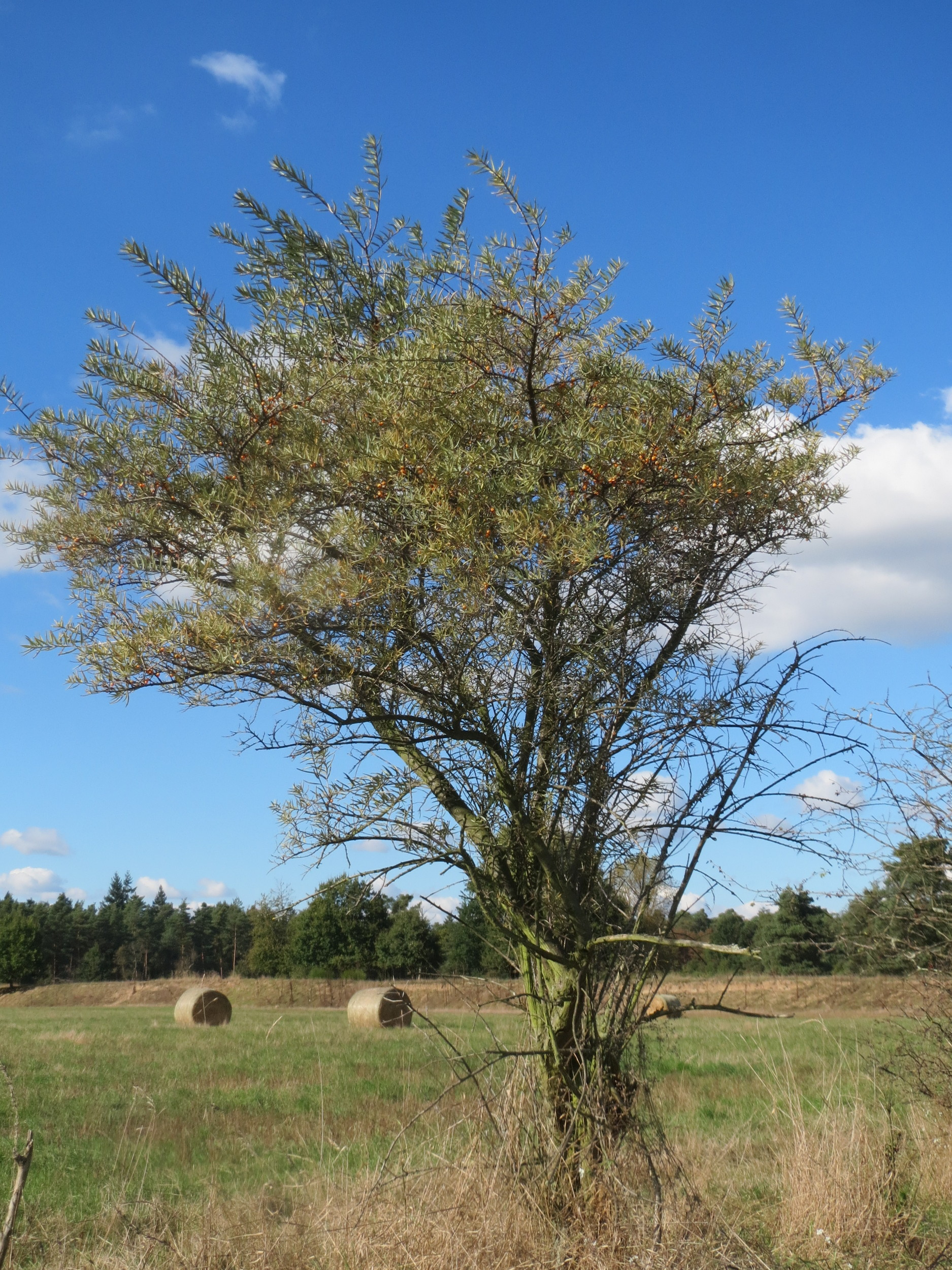
Обліпиха звичайна, що росте у формі дерева.

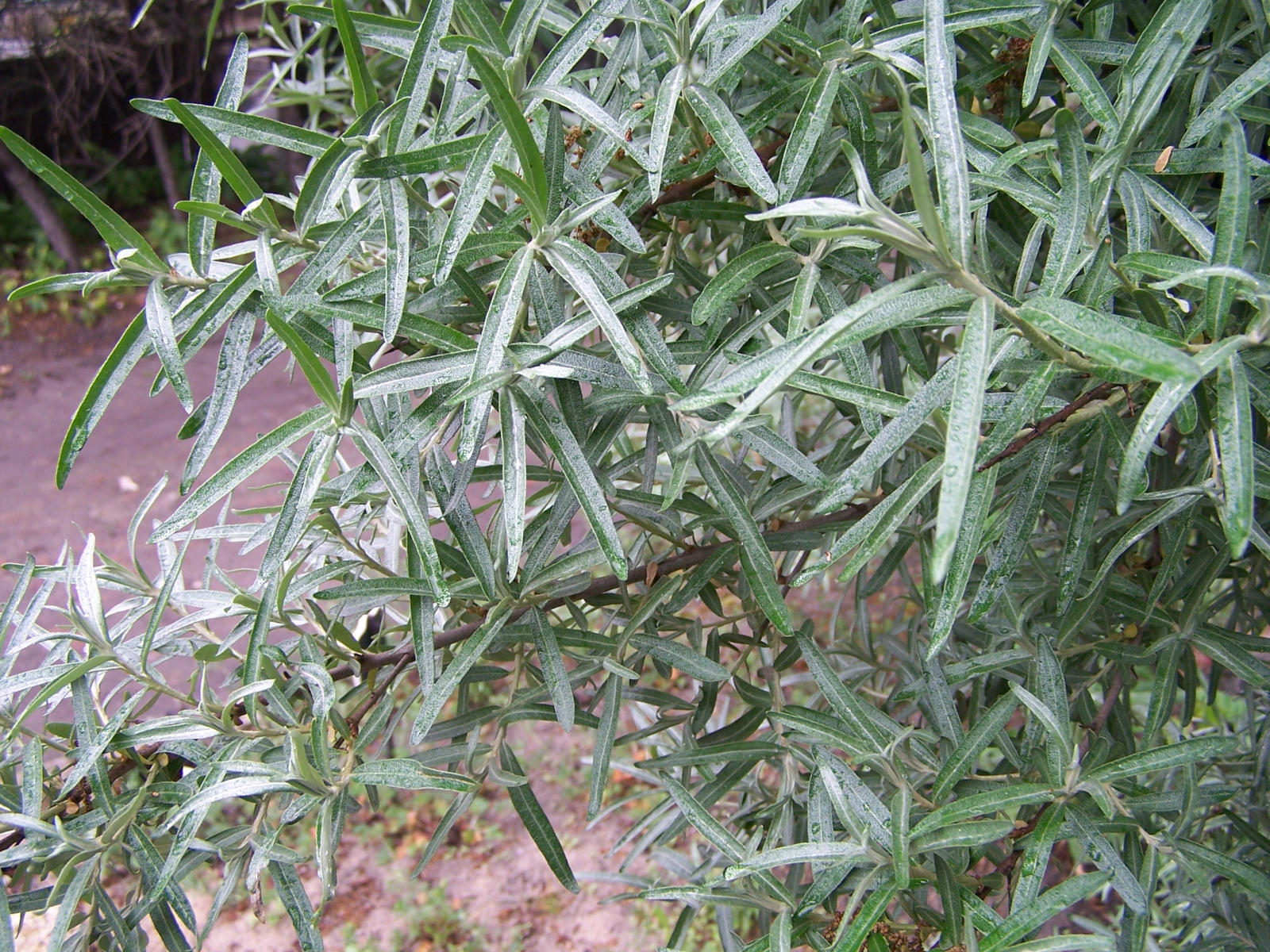
Листя.

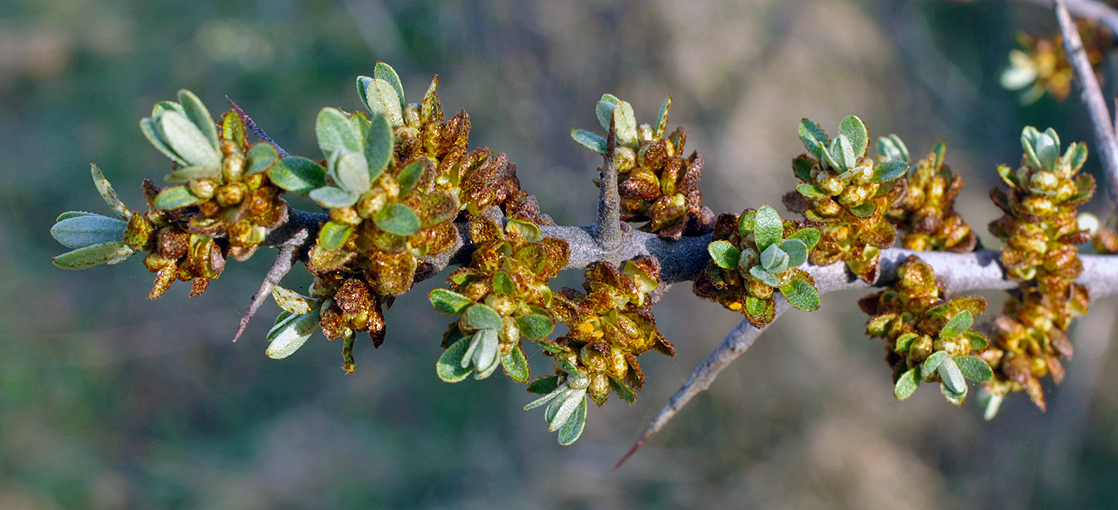
Квітки чоловічої особини.

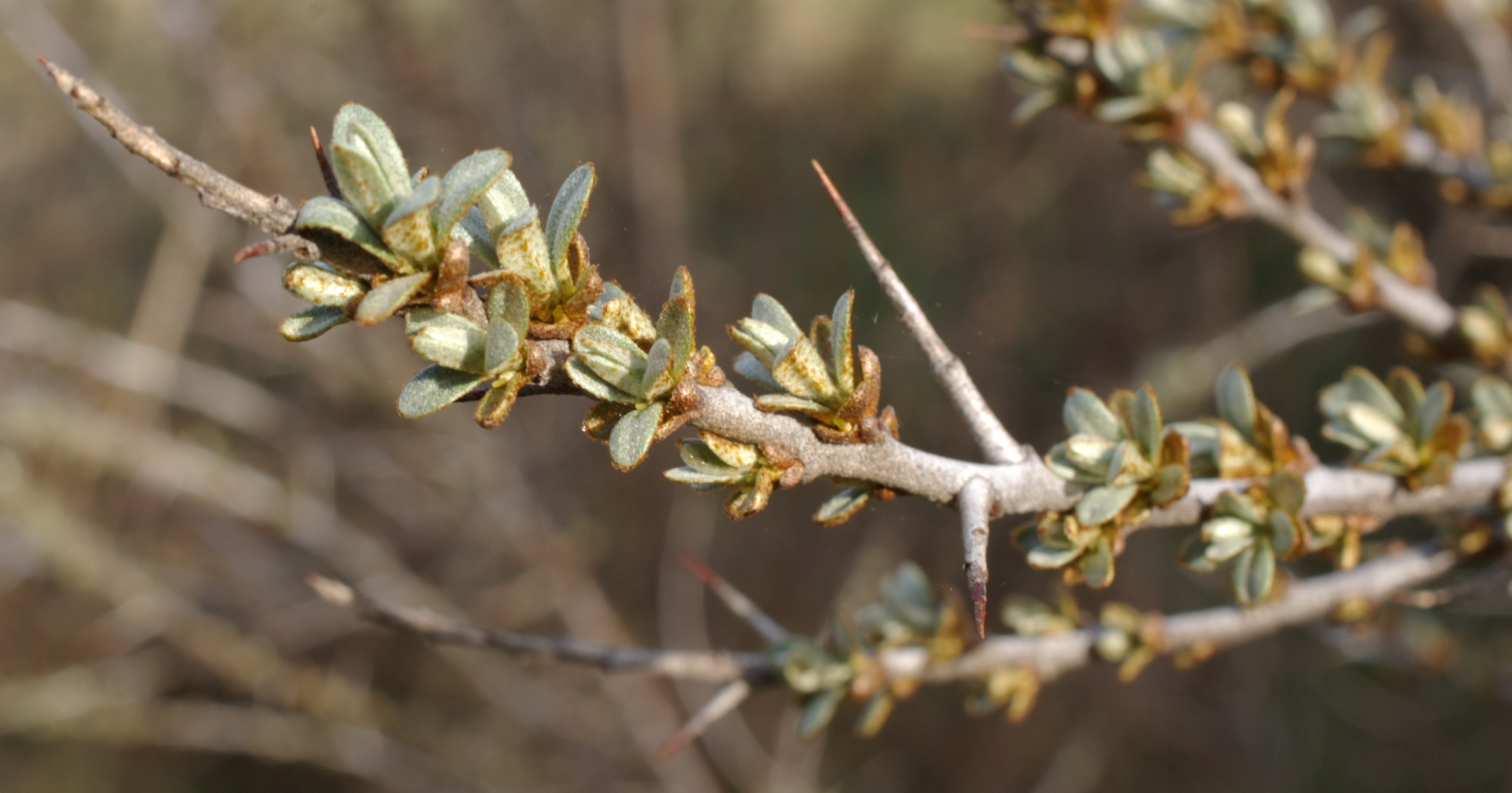
Квітки жіночої особини.

Обліпиха звичайна, як правило, росте у формі куща заввишки 0,5 — 4 м, рідше може набувати вигляду деревця заввишки до 10 м. Коренева система слабомичкувата, поверхнева. Корені довгі, шнуроподібні, часто дають пагони-паростки, мають клубочки (так звані кореневі шишечки), в яких оселяють азотфіксуючі бактерії.
Її крона розлога, але часто негуста. Гілки довгі, колючі, густо улиснені. Молоді пагони з дрібними кулястими бруньками, вкриті сріблястими лусочками, а багатолітні гілки — сірі, бурі, або темно-бурі. Листки завдовжки 2—3 см, завширшки близько 0,5 см, лінійно-ланцетні, без прилистків, цілокраї, зверху зелені, зісподу бурувато-сріблясті (від покриваючих їх білих і буроватих лусочок і волосків), на верхівці тупуваті, рідше злегка загострені, сидять зближено.
Рослина дводомна, тобто одностатеві чоловічі та жіночі квітки розвиваються в неї на різних особинах. Чоловічі квітки зібрані в короткі, майже кулясті суцвіття-колоски на дуже коротких квітконосах. Тичинкові квітки буруваті, дрібні з глибокодвороздільною оцвітиною і чотирма тичинками, без пелюсток. Маточкові квітки зеленкуваті, малопомітні, з трубчастою дволопатевою оцвітиною, сидять у пазухах листків. Маточка одна, зав'язь верхня.
Плід — овальна кістянка (7—8 мм завдовжки), соковиті, гладкі, блискучі, жовтуваті або оранжево-червоні кулькоподібні з своєрідним смаком і ароматом. Плоди сидять густо, ніби обліплюючи стебло. Насіння (до 5 мм завдовжки) чорне, блискуче з рівчачком.

## Поширення
У природному стані в Україні росте в дельті Дунаю (Одеська область), створюючи на піщаних кучугурах густі зарості. Культивується по всій Україні в полезахисних смугах, у захисних насадженнях уздовж доріг, у садах і парках. Входить до числа кущових порід для групових насаджень при озелененні населених пунктів.

Поширена на Кавказі, південній частині лісової і степової зони Сибіру, гори Середньої Азії (Тянь-Шань, Паміро-Алай, Джунгарський Алатау, Тарбагатай, Саурський хребет), Алтай, Східні Саяни. Трапляється в Калінінградській області.

## Екологія
У природних умовах росте по берегах річок і озер як домішка до вербово-тополевих заплавних лісів.
Морозостійка рослина. Обліпиха звичайна відноситься до світлолюбних порід, що проявляється з першого року її життя. У плодоносних дерев відбувається щорічне всихання нижніх гілок і гілочок, що призводить до саморозріднення крони дерева і зміщення плодоносної зони на периферію. Природні місця розповсюдження вирізняються високою сухістю повітря, хоча її коренева система воліє зволожені місця поширення, характерні для долин рік і морського узбережжя. Обліпиха здатна переносити надлишкове перезволоження і навіть тривалі періоди затоплення. Особливо добре вона росте на ділянках з високим рівнем ґрунтових вод і проточним зволоженням. За рахунок кореневих пагонів-зачатків утворює обширні зарості. Природні зарості обліпихи зменшуються.
Цвіте в квітні — травні, до розпускання листя або одночасно з ним. Плоди достигають в кінці серпня — у вересні; плодоносить щорічно і рясно починаючи з 4—5-річного віку. У медицині використовують плоди для одержання препаратів — обліпихової олії олазоля.

## Розмноження
Добре розмножується живцями. Для цього їх на початку вегетації нарізають завдовжки 40 см. У викопаний рівчак (ширина — 10, глибина — 30 см), засипаний сумішшю річкового піску і гумусованого ґрунту (1:1), живці закопують на відстані 3 см один від одного, залишаючи зверху дві бруньки (у перші роки обліпиха дає стрижневий корінь і мало розростається). Верхній зріз живців змазують садовим варом. Для кращого укорінення живці затінюють і часто поливають. Можна також розмножувати обліпиху насінням і відсадками. Для зберігання в потомстві господарсько цінних ознак і властивостей використовують вегетативний спосіб розмноження.

## Особливості вирощування

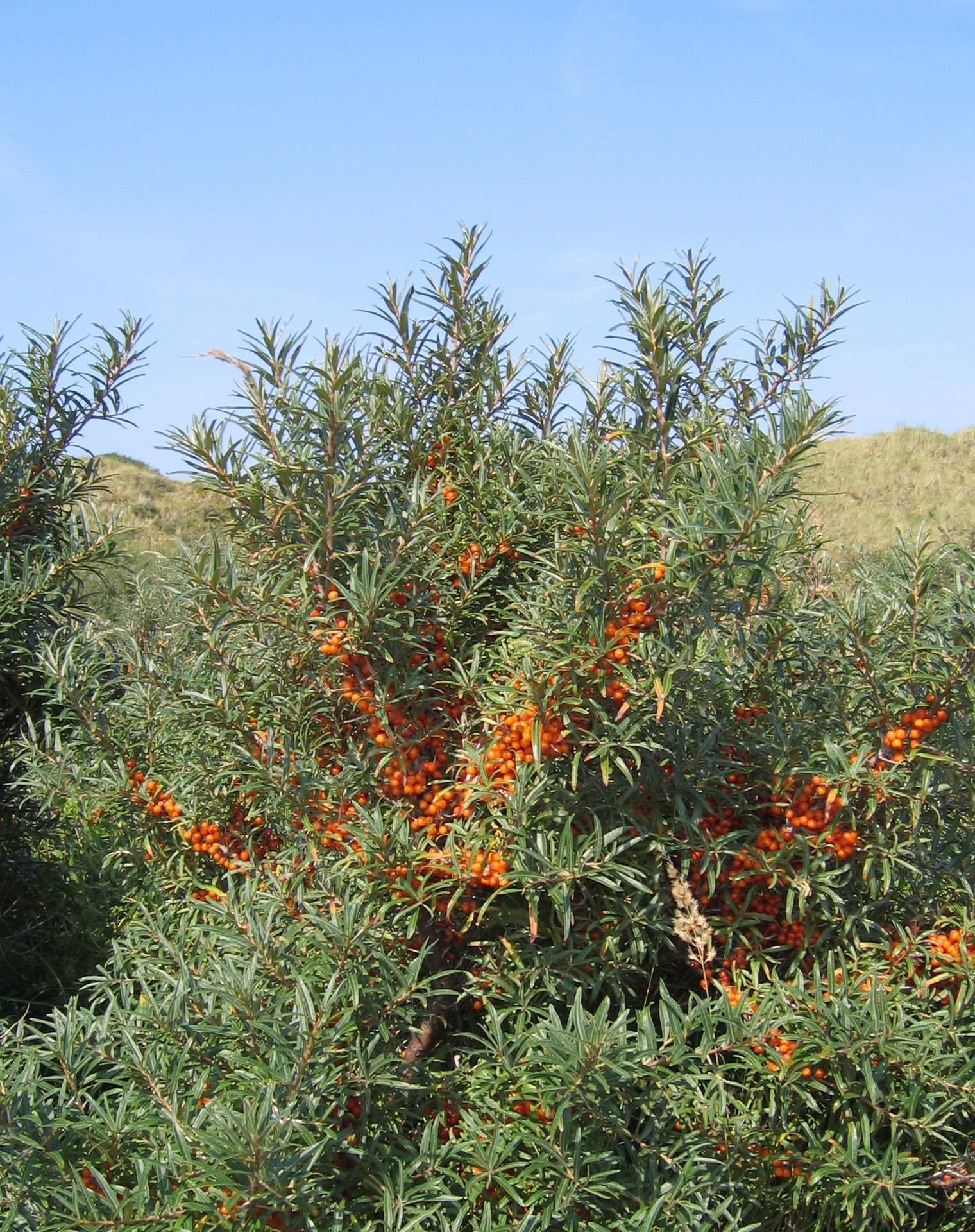
Обліпиха рясно плодить на відкритих світлих місцях

Це — світлолюбна рослина, не терпить вирощування з іншими деревами і кущами. Тому її плантації слід створювати переважно чисті, з розміщенням садивних місць 3×4 м, або 4 м між рядами і через 2 м в ряді. При цьому забезпечують рівномірне розміщення запилюючів (чоловічих особин) серед жіночих рослин: два ряди жіночих рослин сортової обліпихи потрібно чергувати з одним комбінованим рядом, в якому кожна п'ята по-рахунку рослина — чоловіча. Число запилювачів становить 7—8 % загальної кількості рослин.
На плантаціях обліпихи, які вступили у фазу плодоношення, плодоносить до 40 % дерев. Тому для підвищення врожайності необхідно замінити чоловічі особини на жіночі. Зокрема, на ділянці слід залишити не більше 15 % чоловічих особин.
Підготовку ґрунту слід починати за рік до садіння за системою чорного пару. Ґрунт повинен мати пухку структуру. У перші 3—4 роки плантації обліпихи вимагають ретельного догляду, оскільки рослини гинуть при затіненні високими травами і сільськогосподарськими культурами, а також при сильному задернінні.
Один з шляхів інтенсифікації і підвищення виробництва плодів обліпихи — введення її низькорослих високопродуктивних популяцій і сортів, стійких до несприятливих екологічних факторів. Низькорослість кущів дозволяє вагомо збільшити виробництво плодів з одиниці площі, підвищити продуктивність праці на обрізці і формуванні крони, о особливо — на зборі урожаю і по догляді за рослинами.

## Збирання, переробка та зберігання

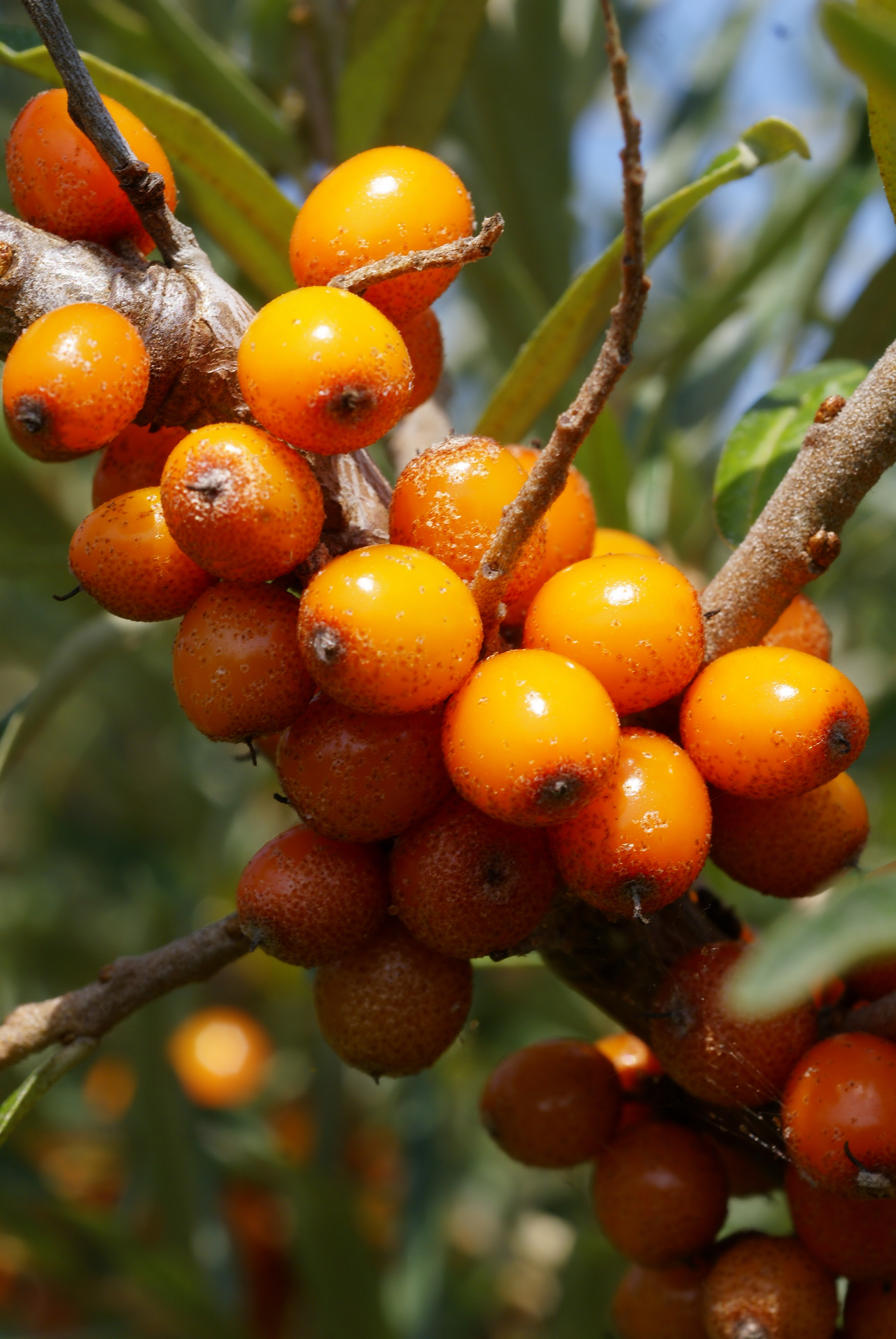
Стиглі плоди

Плоди збирають після заморозків, розстилаючи під кущами намет і струшуючи мерзлі плоди. плоди відділяють від гілочок, сортують і зсипають у тару. Продуктивність збору 20 і більше відер на людину в день. Обліпиха високоврожайна рослина, з одного куща можна зібрати до 4,5 кг плодів, а з 1 га культурних заростей — близько 2 т. Проморожені плоди зберігаються тривалий період.
Кору збирають рано навесні; листки — протягом вегетаційного періоду.
У культивованій обліписі міститься більше цукрів, ніж в плодах дикорослої (тому птахи найшвидше здзьобують саме їх).

### Заготівля
Плоди обліпихи збирають по досягненні ними повної технічної спілості, коли вони набудуть властиві плодам цієї рослини розмір і забарвлення і накопичать найбільшу кількість олії і інших біологічно активних речовин. Краще збирати плоди, коли на них немає вологи, оскільки в такому випадку вони менше забруднюються.
Плоди збирають шляхом вищипування, обчісування, струшування, зрізкою плодоносячих гілочок з допомогою різних пристосувань. Вищипують плоди вручну, індивідуально по ягідці, зразу післядозрівання плодів і до того часу, поки вони не почали перезрівати. Обчісування проводять дротовими пинцетами з загнутими кінцями. При цьому нагинають гілку і затисненими кінцями пинцету декілька разів проводить по ній з різних боків, зчешуючи плоди в зручну тару. Зібрані плоди відсортовують від гілочок, листя і ін.. Збір плодів краще вести в ранкові і вечірні години, коли температура повітря є найнижчою. Плодоносячу гілку нагинають над тарою і «биткою» вдаряють по гілці, при цьому плоди повністю осипаються. З допомогою полотнища закріпленого на двох жердинах, збирають обліпиху з заростей по берегам рік і потічків. Полотнище підводять під звисаючі кущі.

Заморожені і очищенні від домішок плоди запаковують в лляні мішки не більше 70 кг нетто і відправляють на завод.
При зборі плодів обламується багато гілочок з генеративними бруньками, на стовбурах з'являються подряпини, на яких весною поселяються шкідники і хвороби. Тому навіть в малозасніжених районах зі стійким зниженням температури останнім часом почали відмовлятись від зимового збору плодів.

## Хімічний склад
У свіжих достиглих плодах дикорослої алтайської обліпихи міститься до 3,5 % цукрів, 2,6 % органічних кислот, 83,6—86,4 % води, 2,8—7,8 % жирної олії, 8,6—272,5 мг% аскорбінової кислоти (вітаміну C), 0,9—10,9 мг% — каротину, 0,016—0,035 — вітаміну В1, 0,1016 — 0,035 мг% тіаміну (тобто, вітаміну B1) і 0,038—0,056 мг% рибофлавіну (вітамін В2).
В олії з плодів — до 300 мг% каротиноїдів, до 60 — каротину, до 160 мг% токоферолів, а в олії з насіння — 3,2 мг% каротину і до 120 — токоферолів. З кори виділений серотонін — речовина, що має протипухлинну дію.
У м'якуші плодів обліпихи знайдено ароматичну олію (8-12-30 %), цукри (до 2,5 %), яблучну та цитринову кислоти (до 4 %), дубильні, пектинові речовини, аскорбінову кислоту (200—480 мг/100 г), каротин (до 8 мг/100 г), альфа-токоферол (28 мг/100 г), тіамін, рибофлавін (0,12 мг/100 г), ніацин, фолієву кислоту.

## Практичне використання

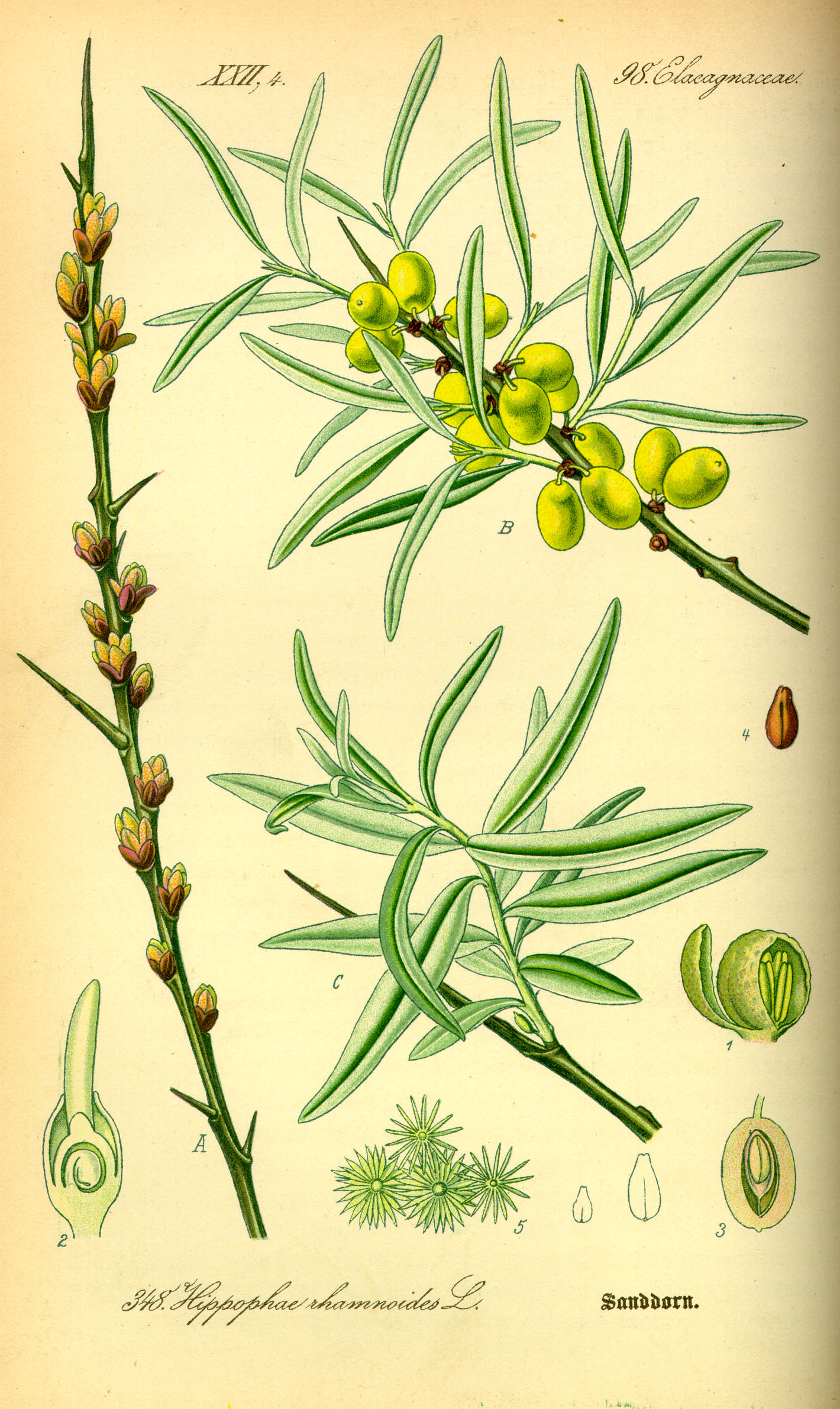
Обліпиха крушиноподібна

Харчова, вітамінозна, пилконосна, лікарська, танідоносна, фарбувальна, декоративна, фітомеліоративна, косметична рослина.

### Харчове значення

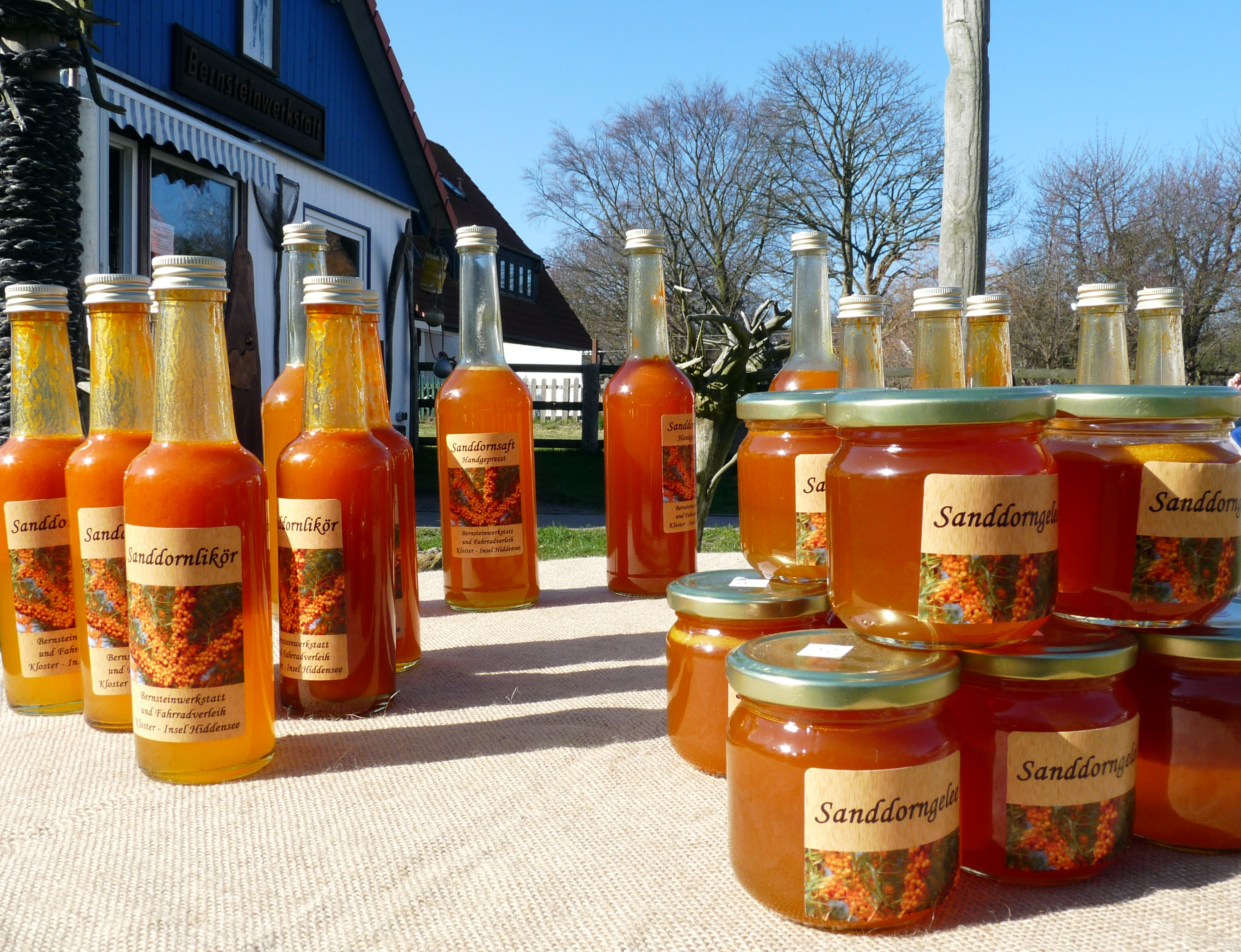
Сік, лікер і желе з обліпихи (муніципалітет Хіддензе, Німеччина)

Крім медичного застосування, плоди мають велике харчове значення, їх їдять у свіжому вигляді, використовують для виготовлення варення, киселів, пастил, желе, плодового вина тощо. Листя обліпихи містить 10 % дубильних речовин, тому їх можна застосовувати для дублення шкір.
Плоди ароматні, на смак подібні до плодів ананаса, гіркуваті, після перших приморозків втрачають гіркоту і набувають приємного кислуватого смаку. Їх використовують сирими і для різноманітної переробки. Наливки, настойки, лікери з обліпихи широко відомі не тільки в нашій країні, а й за кордоном. Завдяки надзвичайно високим смаковим і харчовим властивостям з плодів готують соки, екстракти, сиропи, різноманітні типи вин. Фруктово-ягідне обліпихове вино має золотисто-жовте забарвлення і характерний блиск, тонкий ананасний аромат.
Високі смакові властивості мають кондитерські вироби, виготовлені з плодів обліпихи, а також варення, желе, пастила.
У м'якуші плодів обліпихи містяться жир і ароматична олія (до 9 %), цукри (до 2,5 %), яблучна й лимонна кислоти (до 4 %), дубильні та пектинові речовини.
Олія, що міститься в плодах обліпихи, надає сильного, приємного, неповторного аромату, підвищує смакові властивості і ставить обліпиху на особливе місце серед фруктово-ягідних рослин.
Плоди обліпихи — природні полівітамінні концентрати. У них є провітамін А (до 8 мг %), вітаміни С (200—350 мг%), Е (28 мг%), В1, В2 (0,12 мг%), РР, фолієва кислота.
Обліпиха — чудовий пилконос, дає багато високопоживного пилку в літній період.

### Медичне застосування
Плоди обліпихи — цінна полівітамінна сировина. Обліпихова олія, яку одержують з плодів, діє як епітелізуючий, гранулюючий і болезаспокійливий засіб, її застосовують у гінекологічній практиці, для лікування опіків, відморожень, екзем, погано загоюваних зовнішніх виразок, виразок шлунка і дванадцятипалої кишки, а також для зменшення регенеративних змін слизової оболонки стравоходу при променевій терапії раку.
Плоди обліпихи — цінний лікувально-дієтичний продукт. Обліпихова олія, яка виробляється з плодів і насіння, використовується при променевих ураженнях шкіри, як бактерицидний засіб її використовують при багатьох інфекційних хворобах, у гінекологічній практиці, при виразках шлунка і дванадцятипалої кишки.
Олією лікують також екземи, деякі хвороби очей. Сік і плоди використовують при гіповітамінозах, зокрема при цинзі; плоди з листками — для лікування ревматизму та хвороб шлунка; насіння — як добрий проносний засіб. Ефективне також застосування олії при ерозивно-язвових проктитах, ерозивно-язвенних сфінктеритах, тріщинах анусу, катаральному і атрофічному проктиті, внутрішньому геморої у хворих хронічним ентероколітом.
Обліпихову олію застосовують при гаймориті, в післяопераційному періоді після тонзилектомії, при хронічному тонзиліті, при лікуванні пульпіту і периодонтиту. Обліпихова олія входить до складу комбінованого аерозольного препарату «Олеазоль», в який також входять левоміцетин, анестезин, борна кислота і наповнювачі. Застосовують препарат як засіб, що пришвидшує загоєння ран, при опіках, інфікованих ранах, трофічних язвах, при екземах і сверблячих дерматозах.
Кора обліпихи містить речовину окситриптамін, яка має протипухлинні властивості. Аналогічну дію має й спиртовий екстракт кори.
Обліпиха використовується в косметиці, з її олії готують живильні маски, які прискорюють епітелізацію і генерацію тканин шкіри, відвар з плодів і гілок застосовують при облисінні та випаданні волосся.
У ветеринарній практиці гілки обліпихи застосовують для прискорення росту шерсті у овечок і надання їй блиску.

### У промисловості
Листки і гілки обліпихи містять високоякісні таніди (5,3-13,2 %) і можуть застосовуватись у шкіряній промисловості.
Ягоди обліпихи в суміші з залізним купоросом використовують для фарбування тканин у жовтий колір.
Обліпиха має високі декоративні властивості завдяки сріблястому забарвленню листків, численним яскравим плодам, що довго тримаються на кущах. Рекомендується для створення груп, живоплотів, озеленення берегів рік і озер, декорування відкосів. Красива у вигляді штамбових деревець на газонах.
Невибагливість обліпихи до ґрунтових умов, посухостійкість, здатність розмножуватися кореневими паростками ставлять її в ряд цінних фітомеліоративних рослин. Вона придатна для: закріплення сипучих пісків, дюн, залісення балок, берегів, водойм. У полезахисних смугах приваблює птахів. Обліпиха дає важку, тверду, дрібнопористу, жовтувату деревину з буро-жовтим ядром, придатну для дрібних виробів.